# جسيم تضفير
جسيم التضفير (بالإنجليزية: Spliceosome)‏ هي آلة جزيئية كبيرة ومعقدة وجدت في المقام الأول داخل نواة حقيقيات النوى. يتم تجميع جسيم التضفير من عدة رنا صغيرة النووية snRNPs والمجمعات البروتينية. جسيم التضفير يزيل الإنترونات من نسخ  الرنا المرسال، وهو نوع من الاستنساخ الأولي. ويشار إلى هذه العملية عموما جسيم بالتضفير. فقط حقيقيات النوى عندها جسيمات التضفير، والحيوانات لديها نوع آخر من جسيمات التضفير هو جسيم التضفير الأصغر (بالإنجليزية: Minor spliceosome)‏.

## التركيب
ويتكون كل جسيم تضفير من خمسة رناصن (snRNA)، ومجموعة من العوامل المرتبطة بالبروتين. عندما يتم الجمع بين هذه الرنا الصغيرة مع عوامل البروتين تشكل مركب رنا-بروتين يسمى برناصن snRNP. الرناصن (snRNA) الرئيسية التي تشكل جسيم التضفير وتسمى يو1 ، و يو2 ، و يو4 ، و يو5 ، ويو 6 (بالإنجليزية: U1، U2، U4، U5، U6)‏، وهي تشارك في العديد من تفاعلات رنا-رنا ورنا-بروتين. مكون الحمض النووي الريبي من البروتين الريبي النووي الصغير النووية أو snRNP (تلفظ بالإنجليزية سنرب "snurp") هي غنية ب اليوريدين (وهو النوكليوسيد النظير ل نوكليوتيد اليوراسيل). التركيب المنضبط لجسيم التضفير يحدث من جديد على كل نسخ أولي  للرنا المرسال ويسمى أيضا «رنا متغاير النووية» heterogeneous nuclear RNA . ويحتوي النسخ الأولي للرنا المرسال على عناصر تسلسل معين التي يتم التعرف عليها وتدخل في تركيب جسيم التضفير. وتشمل هذه ال'5 ضفيرة النهاية وتسلسل نقطة التفرع ومسلك البوليبايريميدين (بالإنجليزية: polypyrimidine tract)‏ وال '3 موقع ضفيرة النهاية. وجسيم التضفير يحفز إزالة الإنترونات وربط الإكسونات المرافقة.

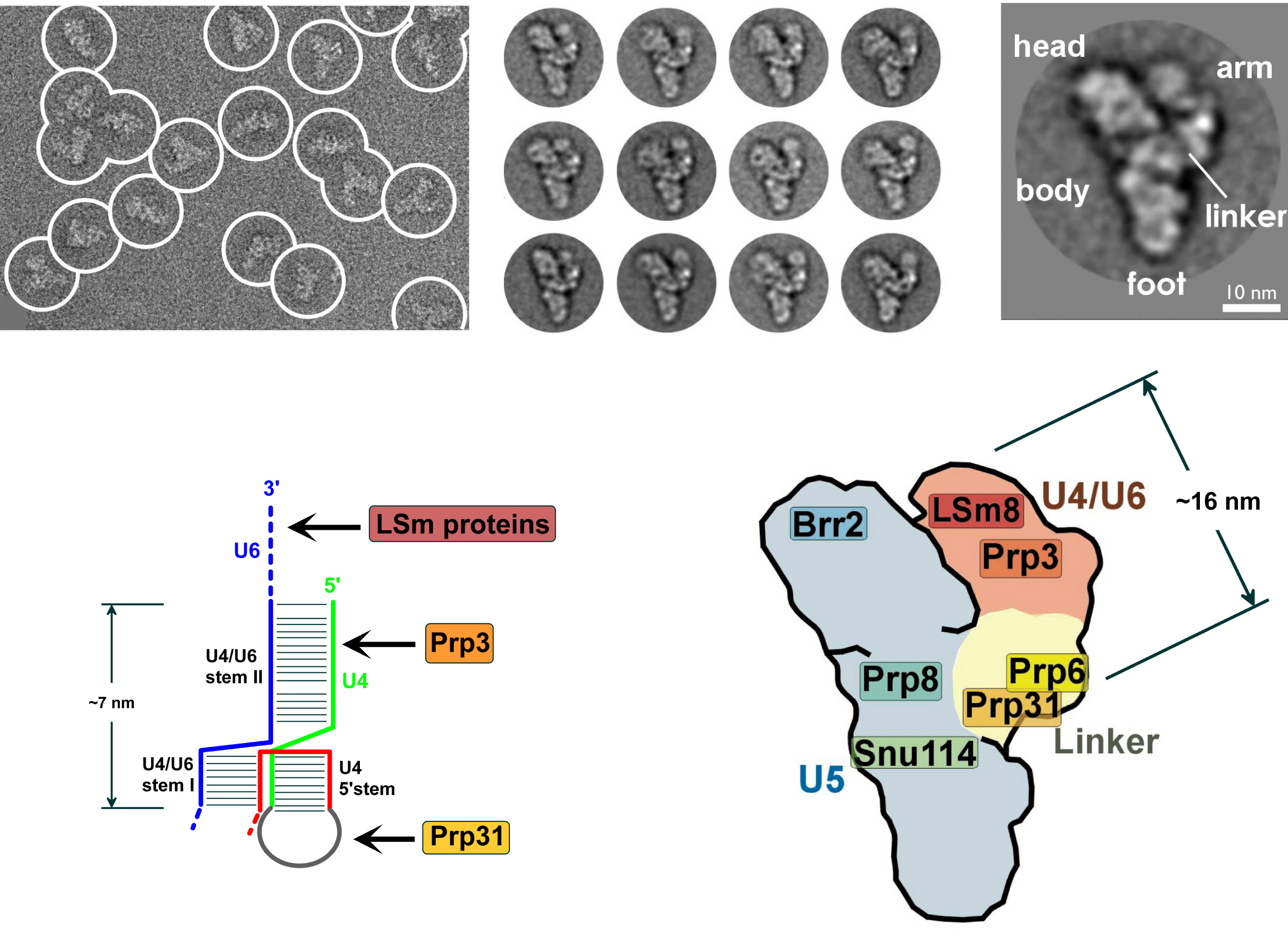
الشكل 1. فوق هي صورة مكبرة بواسطة مجهر الكتروني للبروتينات الريبية النووية صغيرة النووية الثلاثية (ثلاثي-برنصن) tri-snRNP ذات صبغة سالبة في خميرة (خميرة الخباز). أدناه إلى اليسار هو التوضيح التخطيطي للتفاعل بين البروتينات الثلاثية snRNP مع ال U4/U6 من الرناصن المزدوج snRNA duplex. أدناه إلى اليمين هو رسم لنموذج من ثلاثي snRNP للخميرة مع المناطق المظللة المقابلة لU5 (الرمادي)، U4/U6 (برتقالي) ومنطقة الرابط (الصفراء).